# Bassin de compensation

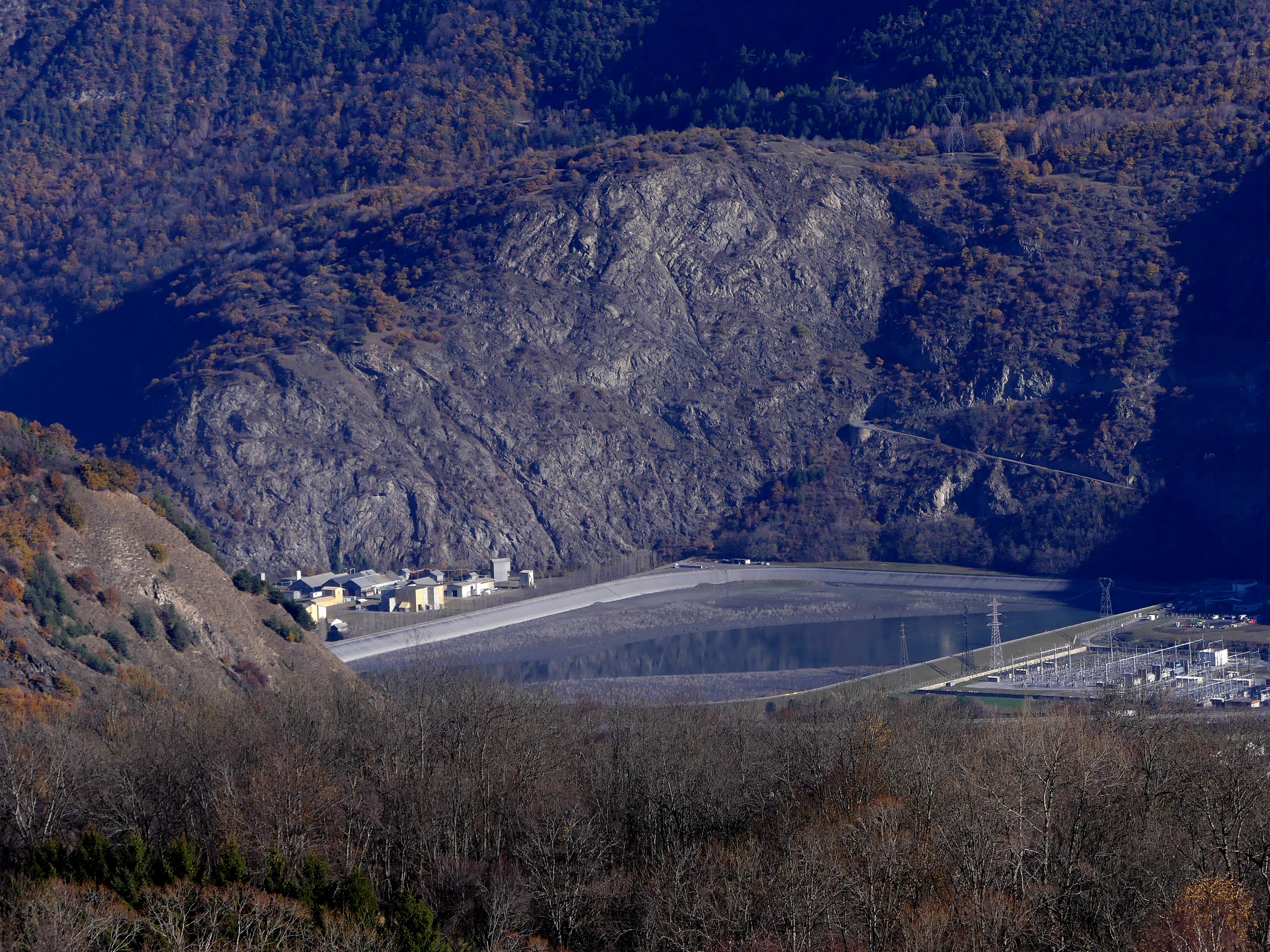
Le bassin de compensation de Longefan jouxtant la centrale hydroélectrique souterraine d'Hermillon en Savoie.

Un bassin de compensation est un type de lac artificiel créé en aval d'un barrage ou à proximité d'une centrale hydroélectrique et dont le but est de réguler le débit du cours d'eau en aval afin que celui-ci ne soit pas dépendant des brusques variations de lâcher d'eau liées à l'exploitation de l'ouvrage hydraulique.